# Sway (The Rolling Stones)
Sway è un brano del gruppo rock britannico The Rolling Stones contenuto nell'album del 1971 Sticky Fingers.
Inoltre è stato pubblicato come lato B del singolo Wild Horses, ma solo negli Stati Uniti d'America.

## Il brano
Attribuito a Mick Jagger e Keith Richards, Sway è una canzone blues più lenta ed è stata la prima canzone registrata dalla band a Stargroves.
La canzone presenta un assolo di chitarra slide con il bottleneck durante il bridge e un assolo di outro drammatico e virtuoso (entrambi eseguiti da Mick Taylor). La chitarra ritmica eseguita da Jagger è stata la sua prima esibizione di chitarra elettrica in un album. Gli archi del pezzo sono stati arrangiati da Paul Buckmaster, che ha anche lavorato su altre canzoni di Sticky Fingers. Richards ha aggiunto la sua voce di supporto, ma non ha suonato la chitarra alla traccia. Si ritiene che Pete Townshend, Billy Nichols e Ronnie Lane abbiano contribuito ai cori.

## Esecuzioni dal vivo
Il brano fu suonato dal vivo per la prima volta a Columbus, nell'Ohio, e poi in molti spettacoli del tour A Bigger Bang del 2006.

## Formazione
- Mick Jagger - Chitarra ritmica, voce
- Keith Richards - cori
- Mick Taylor - chitarra solista, chitarra slide
- Bill Wyman - basso elettrico
- Charlie Watts - batteria
- Nicky Hopkins - pianoforte
- Paul Buckmaster - arrangiamento archi